# Brenoux
Brenoux ist eine französische Gemeinde mit 388 Einwohnern (Stand: 1. Januar 2022) im Département Lozère in der Region Okzitanien. Die Gemeinde gehört zum Arrondissement Mende und zum Kanton Saint-Étienne-du-Valdonnez. Die Einwohner werden Brenoussiens genannt.

## Geographie
Brenoux liegt im südlichen Zentralmassiv in den Cevennen. Umgeben wird Brenoux von den Nachbargemeinden Mende im Norden und Nordwesten, Lanuéjols im Osten, Saint-Étienne-du-Valdonnez im Süden und Südosten sowie Saint-Bauzile im Westen.
Im nördlichen Gemeindegebiet liegt der südliche Teil des Flugplatzes Mende-Brenoux.

## Bevölkerungsentwicklung
| Jahr                       | 1962 | 1968 | 1975 | 1982 | 1990 | 1999 | 2006 | 2018 |
| Einwohner                  | 186  | 173  | 148  | 173  | 260  | 304  | 284  | 384  |
| Quellen: Cassini und INSEE |      |      |      |      |      |      |      |      |

## Sehenswürdigkeiten
- Kirche Saint-Martin
- Kapelle Saint-Alban im Ortsteil Balduc

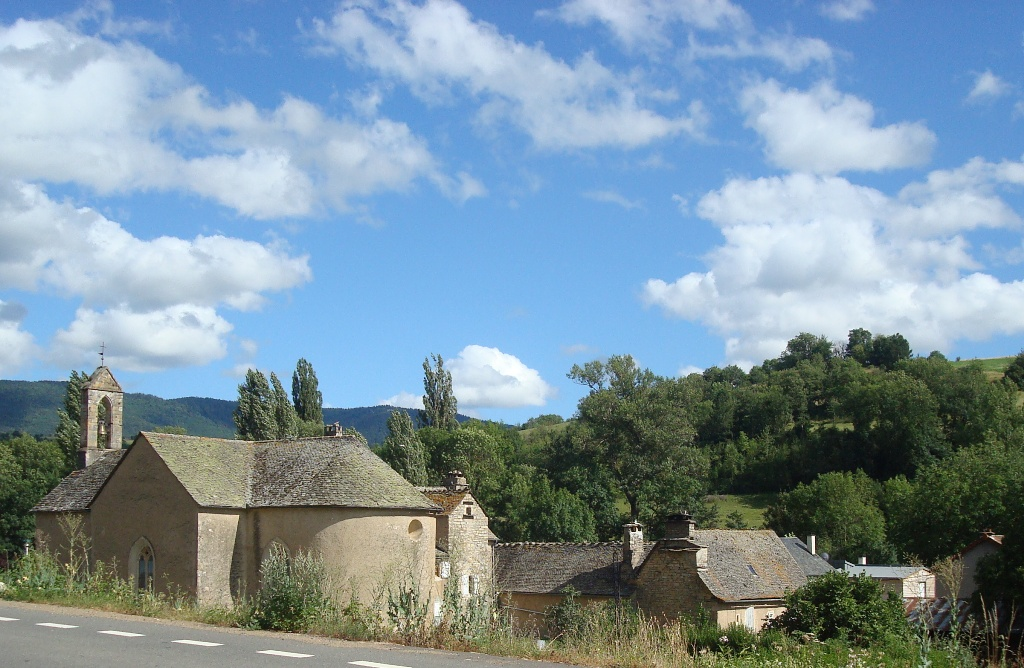
Kirche Saint-Martin

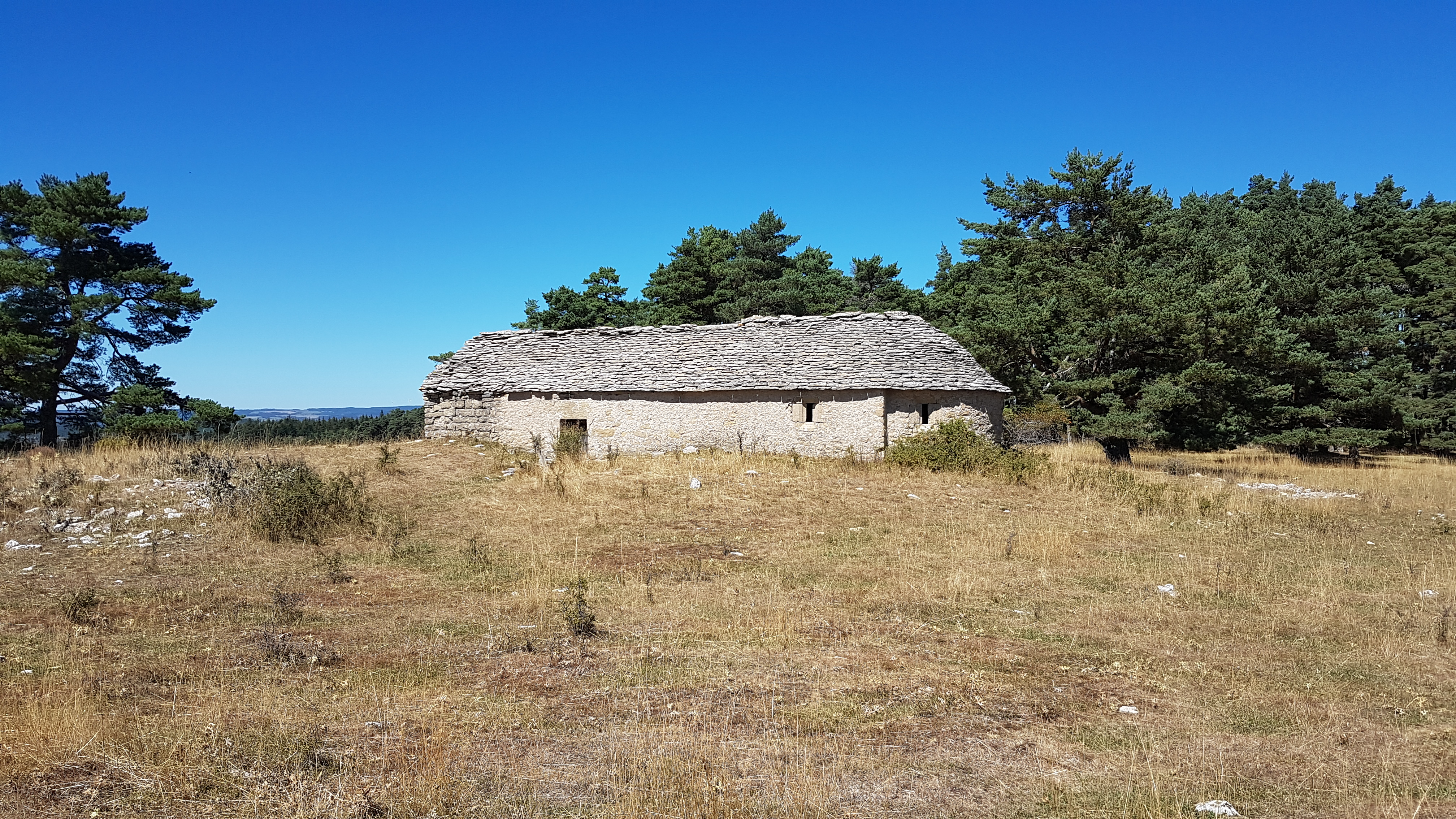
Kapelle Saint-Alban